# Divizia A 1963-1964
La Divizia A 1963-1964 è stata la 46ª edizione del campionato rumeno di calcio. Fu disputata tra il 25 agosto 1963 e il 7 luglio 1964 e si concluse con la vittoria finale della Dinamo București, al suo quarto titolo.
Capocannoniere del torneo furono Constantin Frățilă (Dinamo București) e Cornel Pavlovici (Steaua Bucureşti), con 19 reti.

## Formula
Le squadre partecipanti furono 14 e disputarono un turno di andata e ritorno per un totale di 26 partite con le ultime due retrocesse in Divizia B.
Le qualificate alle coppe europee furono tre: la vincente alla Coppa dei Campioni 1964-1965, la vincente della Coppa di Romania alla Coppa delle Coppe 1964-1965 e un'ulteriore squadra alla Coppa delle Fiere 1964-1965.

## Squadre partecipanti
| Club                 | Città       | Stadio | Posizione 1962-1963 |
| -------------------- | ----------- | ------ | ------------------- |
| Steaua Bucarest      | Bucarest    |        | 2º                  |
| Siderurgistul Galați | Galați      |        | Divizia B           |
| Farul Constanța      | Constanța   |        | 5º                  |
| Rapid Bucarest       | Bucarest    |        | 8º                  |
| Dinamo Bucarest      | Bucarest    |        | Campione di Romania |
| Steagul roșu Brașov  | Brașov      |        | 6º                  |
| UTA Arad             | Arad        |        | 11º                 |
| Știinţa Timișoara    | Timișoara   |        | 3º                  |
| Dinamo Pitești       | Pitești     |        | Divizia B           |
| Știinţa Cluj         | Cluj-Napoca |        | 4º                  |
| Petrolul Ploiești    | Ploiești    |        | 7º                  |
| Progresul București  | Bucarest    |        | 9º                  |
| CSMS Iași            | Iași        |        | 10º                 |
| Crişul Oradea        | Oradea      |        | Divizia B           |

## Classifica finale
|    | Classifica           | G  | V  | N | P  | GF | GS | Dif | Pt |
| -- | -------------------- | -- | -- | - | -- | -- | -- | --- | -- |
| 1  | Dinamo București     | 26 | 18 | 4 | 4  | 65 | 25 | +40 | 40 |
| 2  | Rapid București      | 26 | 15 | 3 | 8  | 50 | 36 | +14 | 33 |
| 3  | Steaua București     | 26 | 15 | 1 | 10 | 71 | 44 | +27 | 31 |
| 4  | Progresul București  | 26 | 11 | 5 | 10 | 40 | 45 | -5  | 27 |
| 5  | Petrolul Ploiești    | 26 | 11 | 4 | 11 | 28 | 19 | +9  | 26 |
| 6  | Steagul roşu Brașov  | 26 | 9  | 8 | 9  | 32 | 32 | 0   | 26 |
| 7  | Crişul Oradea        | 26 | 10 | 6 | 10 | 27 | 38 | -11 | 26 |
| 8  | Farul Constanța      | 26 | 11 | 3 | 12 | 28 | 34 | -6  | 25 |
| 9  | Știinţa Cluj         | 26 | 11 | 2 | 13 | 39 | 38 | +1  | 24 |
| 10 | Dinamo Pitești       | 26 | 10 | 3 | 13 | 28 | 39 | -11 | 23 |
| 11 | UTA Arad             | 26 | 9  | 5 | 12 | 32 | 46 | -14 | 23 |
| 12 | CSMS Iași            | 26 | 10 | 2 | 14 | 42 | 47 | -5  | 22 |
| 13 | Știinţa Timișoara    | 26 | 8  | 6 | 12 | 31 | 42 | -11 | 22 |
| 14 | Siderurgistul Galați | 26 | 6  | 4 | 16 | 21 | 49 | -28 | 16 |

### Verdetti
- Dinamo București Campione di Romania 1963-1964.
- Știinţa Timișoara e Siderurgistul Galați retrocesso in Divizia B.

### Qualificazioni alle Coppe europee
- Coppa dei Campioni 1964-1965: Dinamo București qualificato.